# Asarotus arcanus
Asarotus arcanus è un pesce osseo estinto, appartenente agli attinotterigi. Visse nel Cretaceo superiore (Campaniano, circa 82 - 73 milioni di anni fa) e i suoi resti fossili sono stati ritrovati in Nordamerica.

## Descrizione
Questo pesce è noto solo per un esemplare incompleto e mal conservato, che indica tuttavia l'esistenza di un animale di grosse dimensioni, dalla lunghezza superiore agli 80 centimetri. La cattiva conservazione di questo animale impedisce di ricostruirne fedelmente l'aspetto, ma è comunque possibile riconoscere caratteristiche distintive: il tetto cranico, ad esempio, era composto da molte piccole ossa dermiche poligonali e da alcune paia di ossificazioni irregolari piuttosto grandi, sovrapposte da elementi più piccoli e disposti a raggiera. Le ossa dermiche erano ornamentate con tubercoli di dentina. 
La scatola cranica doveva essere per lo più cartilaginea. Il parasfenoide era largo anteriormente, profondamente biforcuto posteriormente e dotato di una grande piastra dentaria ricoperta da minuscoli denti posti l'uno vicino all'altro. Il processo basipterigoide non era ossificato. Era presente la notocorda, e non erano presenti centri vertebrali ossificati. Le scaglie che ricoprivano il corpo di Asarotus erano romboidali, simili a quelle degli attuali lucci alligatore (gen. Atractosteus e Lepisosteus) e ornamentate da piccole creste ossee crenulate.

## Classificazione
Asarotus arcanus venne descritto per la prima volta nel 1968, sulla base di un fossile rinvenuto molti anni prima nella formazione Niobrara in Nebraska e conservato per molto tempo nelle collezioni dell'American Museum of Natural History di New York. 
Le peculiari caratteristiche di Asarotus, unitamente al cattivo stato di conservazione dell'unico esemplare noto, non permettono una classificazione adeguata: l'autore della prima descrizione ha preferito quindi istituire un ordine a sé stante (Asarotiformes) per questo genere, senza accostarlo ad alcun ordine conosciuto all'interno degli attinotterigi.